# Pierre Gendron (Chemiker)
Pierre Raoul Gendron (* 1. Mai 1916 in Saint-Hyacinthe; † 16. Februar 1984) war ein kanadischer Chemiker.

## Leben und Wirken
Gendron war von 1953 bis 1962 erster Dekan der Faculty of Pure and Applied Sciences der Universität Ottawa.
Als Präsident des Direktoriums der Dow Breweries überzeugte er die Brauer, ein Planetarium in Montreal zu finanzieren; so wurde unter seiner Ägide das Dow Planetarium geschaffen.

## Auszeichnungen
1970 erhielt er „für seinen wissenschaftlichen und administrativen Beitrag zur Förderung der Industrie und seinem Dienst für die Gesellschaft“ den Titel des Companion of the Order of Canada.